# Monika Karsch
Monika Karsch (Schongau, 22 dicembre 1982) è una tiratrice a segno tedesca, vincitrice della medaglia d'argento nella pistola 25 metri alle Olimpiadi di Rio de Janeiro 2016.

## Carriera
Alla prima edizione dei Giochi europei di Baku vinse la medaglia d'oro nella gara mista della pistola ad aria compressa da 10 metri, in coppia con Christian Reitz, e il bronzo nella pistola da 25 metri.
Alle Olimpiadi di Rio de Janeiro 2016 partecipò a entrambe le gare della pistola, vincendo la medaglia d'argento dai 25 metri, venendo sconfitta in finale dalla greca Anna Korakakī.
Nella gara dei 10 metri invece si classificò al 25º posto, fermandosi alle qualificazioni.
Ha vinto inoltre una medaglia d'argento e una di bronzo ai Campionati europei di tiro 2013 e due medaglie d'argento ai Campionati europei di tiro da 10 metri 2014.

## Palmarès
| Anno | Manifestazione                         | Sede           | Evento                                     | Risultato | Prestazione | Note |
| ---- | -------------------------------------- | -------------- | ------------------------------------------ | --------- | ----------- | ---- |
| 2013 | Campionati europei di tiro             | Osijek         | pistola 25 metri a squadre                 | Argento   |             |      |
| 2013 | Campionati europei di tiro             | Osijek         | pistola 25 metri individuale               | Bronzo    |             |      |
| 2014 | Campionati europei di tiro da 10 metri | Mosca          | pistola individuale                        | Argento   |             |      |
| 2014 | Campionati europei di tiro da 10 metri | Mosca          | pistola a squadre                          | Argento   |             |      |
| 2015 | Giochi europei                         | Baku           | gara mista pistola 10 metri aria compressa | Oro       |             |      |
| 2015 | Giochi europei                         | Baku           | pistola 25 metri                           | Bronzo    |             |      |
| 2016 | Olimpiadi                              | Rio de Janeiro | pistola 25 metri                           | Argento   |             |      |